# Хайнрих от Саксония (1422 – 1435)
Хайнрих от Саксония (на немски: Heinrich von Sachsen, * 21 май 1422 в Майсен, † 2 юли 1435 в Дрезден) от род Ветини е от 1428 до 1435 г. маркграф на Майсен и курфюрст на Саксония.
Той е третият син на курфюрст Фридрих I „Войнственния“ (1370–1428) и на Катарина от Брауншвайг-Люнебург (1395–1442) от род Велфи, дъщеря на Хайнрих I от Брауншвайг-Люнебург († 1416).
През 1428 г. той наследява баща си и управлява заедно с братята си Фридрих II, Вилхелм III Смели и Зигисмунд.
Хайнрих умира на 13 години и е погребан в княжеската капела на катедралата в Майсен.